# Forcipomyia amazonica
Forcipomyia amazonica är en tvåvingeart som beskrevs av Wirth 1971. Forcipomyia amazonica ingår i släktet Forcipomyia och familjen svidknott. Inga underarter finns listade i Catalogue of Life.